# Pseudaphycus prosopidis
Pseudaphycus prosopidis är en stekelart som beskrevs av Timberlake 1916. Pseudaphycus prosopidis ingår i släktet Pseudaphycus och familjen sköldlussteklar.
Artens utbredningsområde är Ghana. Inga underarter finns listade i Catalogue of Life.